# Ковры Джайпура
Ковры Джайпура (англ. Jaipur Rugs) — индийская компания, изготовитель тканых ковров ручной работы из шёлка и шерсти. Основана в 1978 году в Джайпуре. Осуществляет деятельность в 8-ми штатах Индии, на компанию работают более 40 000 ремесленников в 600 индийских деревнях.
Является одним из лидеров рынка ковров ручной работы в Индии, экспортирует товар за границу. Прямая социальная направленность компании оказывает большое позитивное воздействие на борьбу с бедностью в Индии. Слоган компании — «Служить обществу».

## История
Традиционно рынок тканых ковров в Индии подразумевает взаимодействие исполнителя (ремесленника) с компанией-продавцом через сеть посредников, которые оказывают большое влияние на стоимость, как итоговой продукции, так и на размер выплаты, непосредственному исполнителю работы, значительно занижая её.
В 1999 году, создав компанию Ковры Джайпура, её основатель Нанд Кишор Чодри решил изменить ситуацию в ряде штатов Индии, исключив из исторически сложившейся схемы рынка посредников, тем самым, значительно снизив стоимость итоговой продукции, при увеличении выплаты непосредственному исполнителю работы.
Выстроив модель социального бизнеса на начальном этапе становления компании, он сосредоточил свою работу на налаживании связей с ремесленниками на местах, давая им возможность прямого выхода на рынки сбыта под его торговой маркой.
Благодаря усилиям Чодри в индийском обществе, работа мужчины ткача перестала носить эксплуатационный характер. Разработанная компанией концепция подразумевает ознакомление ткачей с техникой безопасности, обеспечение их материалом, предоставление востребованного на рынке дизайна моделей для работы, наставничество и систему контроля готовой продукции.
Бизнес-модель быстро набрала популярность среди ремесленников, начав в 1999 году с 200 станков, к 2014 году их количество выросло до 8000.
Одновременно с компанией сотрудничают до 40 000 ремесленников в 8-ми индийских штатах: Раджастхан, Гуджарат, Сикким, Западная Бенгалия, Джаркханд, Орисса, Нагаленд и Бихар.
Основатель компании в Индии получил прозвище — «Ганди» ковровой промышленности.
Компания экспортирует продукцию более чем в 40 стран мира, среди которых основными импортерами являются: США, Австралия, Канада, Греция, Германия и Испания.

## Награды
- Премия  CNBC TV18 Emerging India Award 2014, за работу направленную на благо общества[6].
- Премия  NASSCOM Социальные инновации 2014, за нововведения в информационных и коммуникационных технологиях, направленных на решение социальных проблем[7].
- Премия IndiaMART Leaders Of Tomorrow Awards 2013, за выдающиеся услуги в построении малого и среднего бизнеса[8].
- Премия The Times of India Social Impact Award 2012, за обеспечение возможности получения средств к существованию для людей обремененных бедностью, живущих в отдаленных районах Индии[9].